# Ona Šimaitė

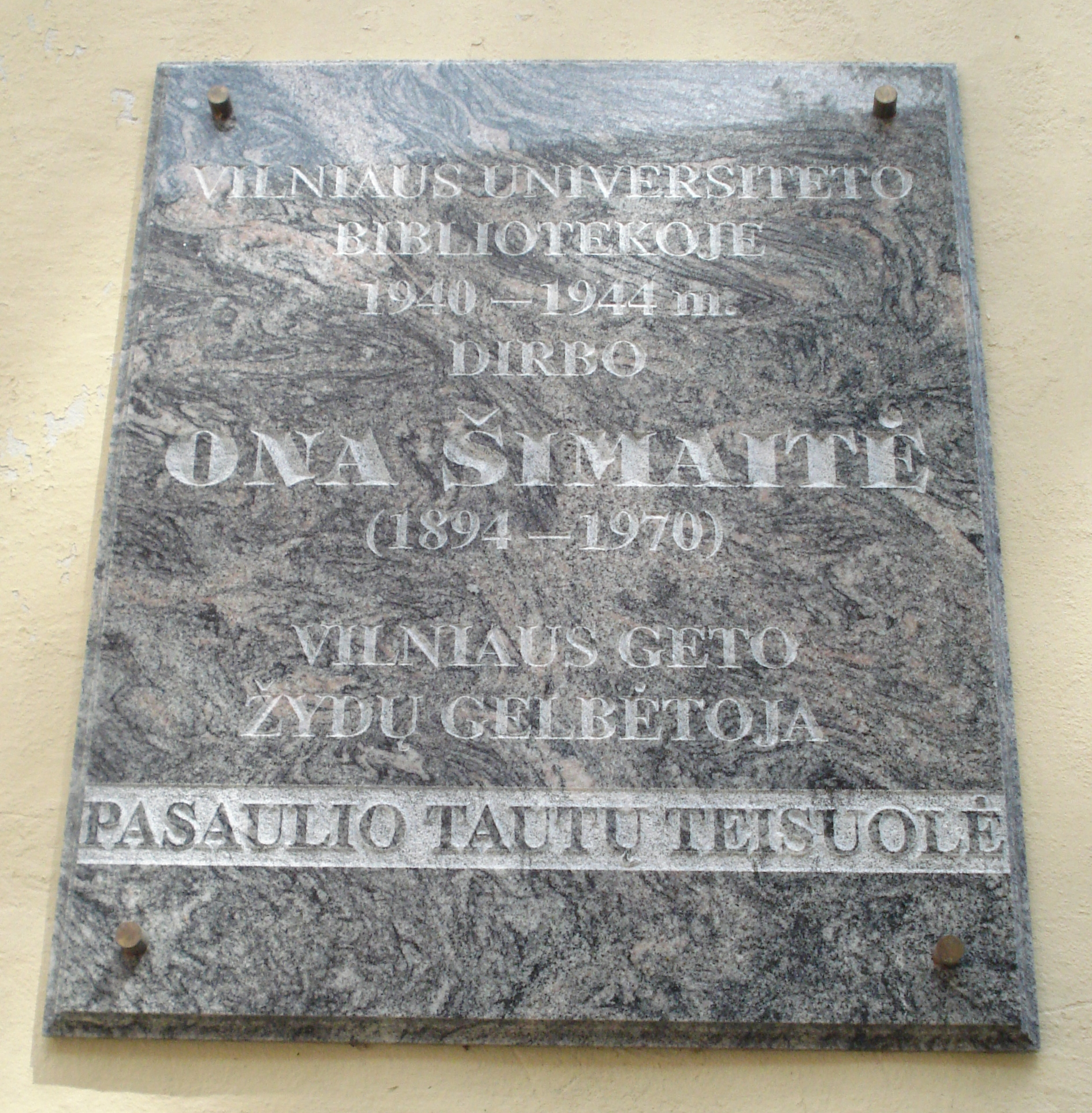
Gedenktafel in Vilnius

Ona Šimaitė (6. Januar 1894 in Akmenė – 17. Januar 1970 in Paris) war eine litauische Bibliothekarin der Universität Vilnius, die ihre Stellung nutzte, um Juden während des Holocaust zu helfen und zu retten.
Sie wurde am 15. März 1966 von Yad Vashem als Gerechte unter den Völkern anerkannt.

## Leben und Werk
Nach ihrer Ausbildung in Moskau wurde Šimaitė im Jahr 1940 Bibliothekarin an der Universität Vilnius. Nach dem Einmarsch der NS-Truppen, dem Beginn der Massenerschießungen und der Etablierung des Ghettos von Vilnius im Jahre 1941 begann sie, unter dem Vorwand, Bibliotheksbücher jüdischer Studenten sicherzustellen, ins Ghetto zu gehen und Lebensmittel für die darbenden Bewohner hineinzuschmuggeln. Darüber hinaus zögerte sie nicht, Kleinwaffen hinein- und wichtige Dokumente herauszuschaffen. Sie wurde später von dem litauischen Schriftsteller Kazys Boruta unterstützt. Im Laufe der folgenden drei Jahre wurde sie eine bedeutende Postbotin für die Ghetto-Insassen, oft deren einzige Möglichkeit zu Kontakt mit der Außenwelt. Sie organisierte auch das Erstellen falscher Identitäten, vorübergehende Zufluchtsorte für Juden, die entkommen waren, und Verstecke für jüdische Kinder auf dem Land.
Im April 1944 wurde sie von der Gestapo verhaftet und gefoltert. Sie wurde in das Konzentrationslager Dachau deportiert, später in ein Internierungslager in Frankreich. Nach der Befreiung durch die Alliierten blieb Šimaitė in Frankreich, ausgenommen den Zeitraum von 1953 bis 1956, in dem sie in Israel lebte. Sie arbeitete auch in Frankreich als Bibliothekarin.

## Weblink
- Rescue Story - Šimaitė, Ona auf der Website von Yad Vashem